# Дукаревич Майя Захарівна
Майя Захарівна Дукаревич (14 травня 1925, Москва — 16 серпня 2001, Москва) — практичний психолог, фахівець в роботі з проективними тестами, автор методики «Малюнок неіснуючої тварини».

## Життєпис
Народилася у родині радянського чиновника і дворянки. Батько, Дукаревич Захар Ілліч, походив з громади смоленських євреїв, працював начальником сектору матеріальних балансів та начальником будівництва у 17-му тресті Наркомату легкої промисловості. Мати належала до збіднілого дворянського роду.
За дворянською традицією до третього класу дівчинка отримувала домашню освіту, займаючись з гувернантками. Дукаревич з дитинства володіла французькою і німецькою мовами, останньому також сприяв той факт, що її бонна була німкенею. У 1938 році Захар Ілліч був заарештований за звинуваченням у контрреволюційній діяльності і в квітні наступного року страчений. Невдовзі померла і мати. Дівчинка, що залишилася під опікою старшої сестри, вимушена була влаштуватися на фабрику, поєднуючи роботу з навчанням у вечірній школі.
Під час Великої Вітчизняної війни Майя Дукаревич з сестрою переїхали з Москви у Свердловськ, де жила їх тітка. Згодом туди були переведені деякі факультети МДУ ім. М.В. Ломоносова, евакуйовані до цього в Ашхабад, і Дукаревич вступила до романо-германського відділення філологічного факультету. Довчившись до п'ятого курсу, була відрахована,  що не завадило закінчити університет вже після війни.
За словами Віктора Аксючица, лишаючись більшість життя переконаною атеїсткою, під враженням від спілкування з одним із своїх пацієнтів Майя Захарівна все ж прийняла православне хрещення під іменем Марія. Померла Майя Захарівна 16 серпня 2001 року в Москві.

## Наукова діяльність у психології
Дукаревич, займаючись самоосвітою, знайшла своє покликання у психології. Вона працювала на посаді лаборанта в психологічній лабораторії ЦНДІ судової психіатрії ім. В. П. Сербського, в психологічній лабораторії МНДІ психіатрії МОЗ РРФСР, у генетичній лабораторії МНДІ психіатрії та суїцидологічному науковому центрі.
Незважаючи на відсутність формальноїпсихологічної освіти, наукових ступенів та звань, Дукаревич займалася викладацькою роботою. Її лекції з характерології проходили на факультетах підвищення кваліфікації психологічного факультету МДУ і Першого Московського медичного інституту.
У 1970-х рр. М. З. Дукаревич спільно з Ю. С. Савенко переклали та адаптували тест Роршаха і методику «Малюнок людини». Тоді ж була розроблена і методика «Малюнок неіснуючої тварини». Проте вперше під прізвищем автора вона була опублікована лише в 1990-тті рр.
У Самарканді є Психологічна школа імені Майї Дукаревич .

## Громадська діяльність
Дукаревич було ініційовано створення психореабілітаційного центру «Свіча» (рос. «Свеча») та служби «Телефон довіри». Будучи відкритою лесбійкою, в 1990-ті рр. вона займалася проблемами гомосексуальності і допомагала створенню об'єднання письменниць-лесбійок «МОЛЛІ» (рос. «МОЛЛИ»).